# Cabletrén
El Cabletrén, conocido oficialmente como el Cabletrén Bolivariano, es un sistema Automated People Mover que forma parte de la operación comercial del Metro de Caracas, siendo este construido por la empresa brasileña Constructora Norberto Odebrecht y la empresa austriaca Doppelmayr Cable Car.

## Historia

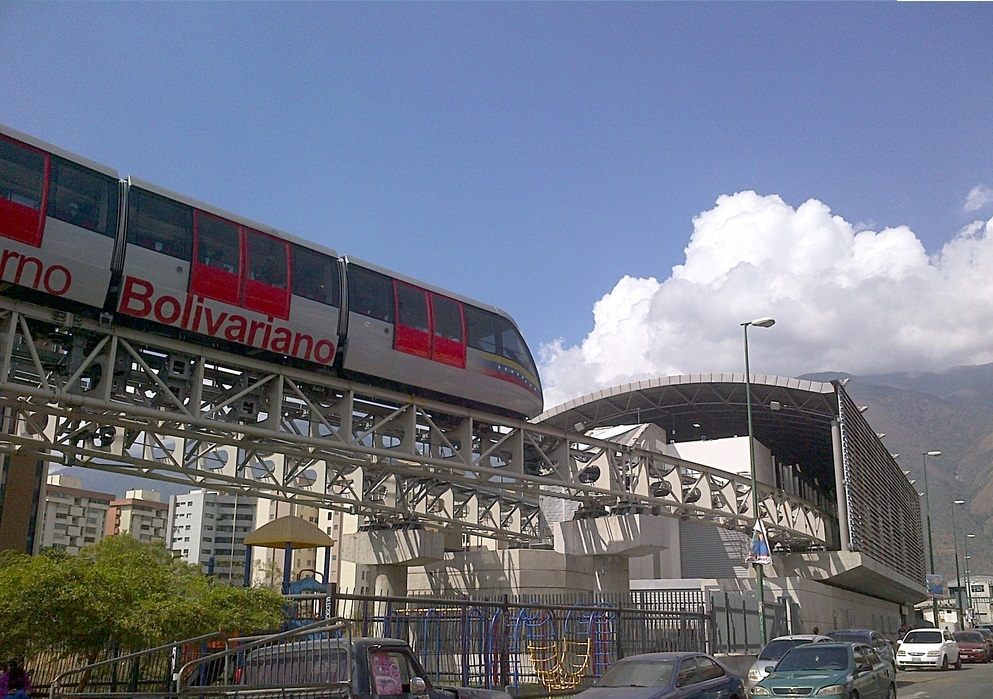
Vista de un tramo del Cabletren Bolivariano.

El proyecto fue propuesto por Doppelmayr Cable Car a la C. A. Metro de Caracas en 2008, siendo, posteriormente, aprobada su ejecución por el Gobierno de Venezuela, en julio de ese mismo año, implicando en su aprobación, una modificación en el recorrido del Metro de Guarenas-Guatire,  por lo cual, no se tuvo que recurrir a recursos adicionales. Las obras se realizarían en dos fases, iniciando la primera fase en 2009.
El 14 de agosto de 2013, fue inaugurada la primera fase del proyecto por el presidente de la República Bolivariana de Venezuela, Nicolás Maduro, luego de una serie de pruebas.
La primera fase del sistema incluyó la puesta en servicio de tres de las cinco estaciones proyectadas: Petare II, 19 de Abril y 5 de Julio; todas comenzaron a operar en 2013.

## Estaciones
| Fase | Estación                         | Longitud (km) | Estatus                                    |
| ---- | -------------------------------- | ------------- | ------------------------------------------ |
| 1    | Petare II 19 de Abril 5 de Julio | 2,1           | En servicio, desde el 14 de agosto de 2013 |
| 2    | 24 de Julio Warairarepano        | 2,1           | Paralizado                                 |

## Descripción del transporte público

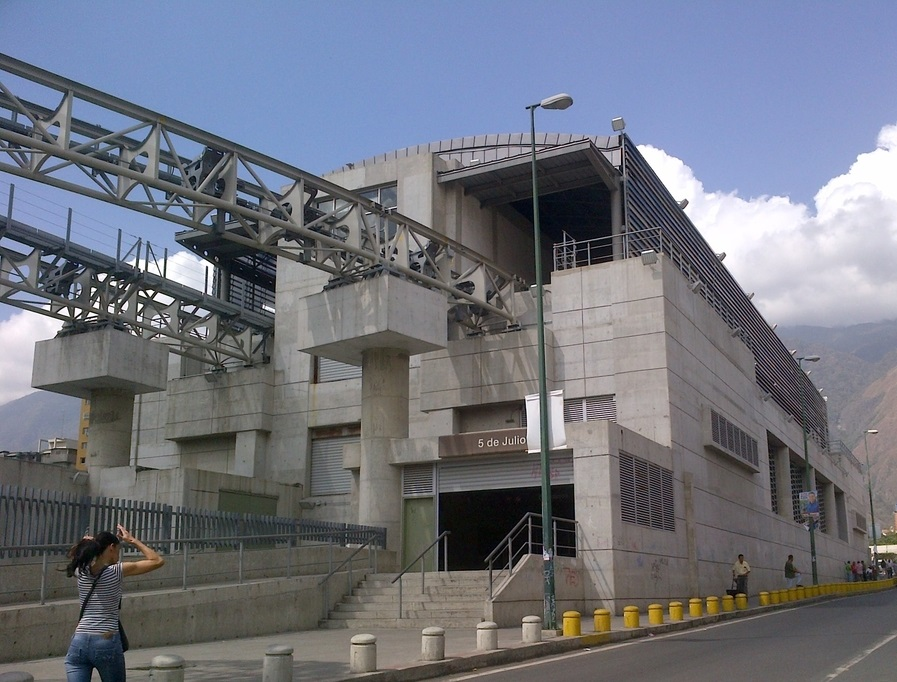
Estación 5 de Julio del Cabletren Bolivariano en Petare, Caracas.

Es un sistema Transporte hectométrico, caracterizado por el uso de un cable tractor que proporciona la fuerza y sustentación longitudinal para mover el vehículo. Este tipo de sistemas son denominados "Cable Linear" y se apegan al concepto de diseño del funicular, con particularidades propias de los trenes. El Cabletren introduce además nuevas tecnologías en estos vehículos, tales como: la operación de "Circulación Continua", la cual simula la operación comercial de trenes en vías de una única dirección.

### Operación automática y tipos de operación
El control operacional se realiza en su totalidad desde el cuarto de control por medio de un sistema de control automático lógico programable. La operación humana es para regulación y mantenimiento. Además, El sistema es capaz de caracterizar fallas, haciendo posible una operación más segura y continua. La operación automática incluye distintos modos de operación, de los cuales se agrupan en dos principales: el modo Pinched Loop o circulación continua y el modo Shuttle o lanzadera.

#### Pinched Loop
Es el plan de operación donde los trenes circulan en un solo sentido, emulando el manejo de un tren autónomo. Para ello, el sistema cuenta con dos equipos, tales como: el cambia vía, ubicado en los extremos del sistema y el cambia cable, ubicado en las estaciones Petare II, 5 de Julio (uno en cada sentido) y Warairarepano. El tren cambia de cable cada vez que pasa por las estaciones, haciendo que la circulación sea en un solo sentido.
Esta operación es usada normalmente en trenes, no obstante, es introducida, por primera vez en el mundo, para sistemas "Cable Linear". Su principal ventaja es contar con funcionamiento sincronizado en las 4 líneas de propulsión, permitiendo a los usuarios de las estaciones Warairarepano o Petare II, alcanzar los extremos del sistema sin realizar ningún tipo de transferencia.

#### Shuttle
Es un conjunto de planes de operación que permite a los trenes operar, en modo lanzadera o ida y venida, entre las estaciones con cambia vía o cambia cable. Este tipo de operación permite la realización de actividades de mantenimiento en horas diurnas.